# 阿馬里利斯區
9°56′30″S 76°14′25″W / 9.94167°S 76.24028°W
阿馬里利斯區（西班牙語：Distrito de Amarilis），是秘魯的一個區，位於該國中部瓦努科大區的瓦努科省，始建於1982年6月1日，面積134.7平方公里，海拔高度1,910米，2005年人口67,346，人口密度每平方公里500人。